# Phil Town

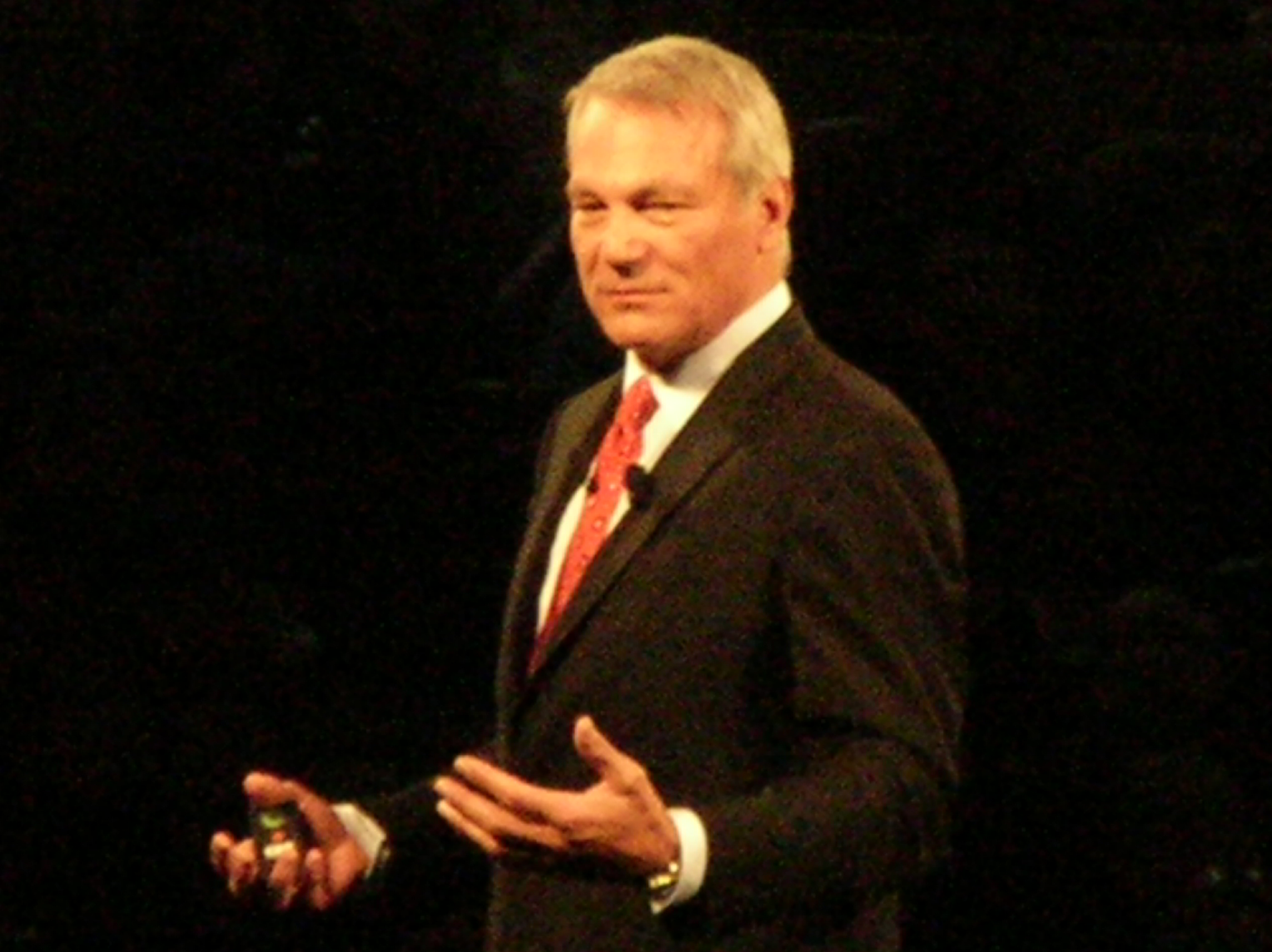
Phil Town im März 2009

Phil Town (* 21. September 1948) ist ein amerikanischer Investor und Buchautor. Bekanntheit erlangte er durch seinen internationalen Bestseller Rule #1, in dem er seine simple Adaption der Prinzipien des Value Investing – nach Benjamin Graham und Warren Buffett – beschreibt. Das Buch war im April 2006 auf Platz 1 der New-York-Times-Bestsellerliste in der Kategorie Paperbacks / Ratgeber.
In den USA hält er häufig Seminare und Vorträge über Investmentstrategien vor großem Publikum; auf seiner Website ist die Rede von rund 500.000 Teilnehmern jährlich in den USA. Vor seinem Wandel zum aktiven Investor war er unter anderem Green Beret und Touristenführer.

## Veröffentlichungen
- Rule #1 – the Simple Strategy for Successful Investing in Only 15 Minutes a Week! Crown Publishers,  New York 2006, ISBN 0307336131.
Deutsch: Regel Nummer 1: Einfach erfolgreich anlegen! Aus dem Amerikanischen von Egbert Neumüller. Börsen-Medien, Kulmbach 2007, ISBN 3-938350-34-2.
- Jetzt aber!: Erfolgreich anlegen in 8 Schritten ISBN 978-3941493261.